# 天堂2M
《天堂2M》是一款由NCsoft開發的角色扮演遊戲，改編自2003年推出的大型多人線上角色扮演遊戲《天堂II》。2019年11月25日，由NCSOFT開發的《天堂2M》在南韓首次上架；2021年2月25日，NCSOFT宣佈《天堂2M》將於2021年3月24日在台灣、日本同步上市。

## 發行
《天堂2M》將於2021年3月24日在台灣、日本同步上市，NCSOFT開發的《天堂2M》3月24日來台直營，迄今預約登陸玩家已破300萬人。

## 外部連結
- 官方网站（韓國）
- 官方网站（臺灣）
- 官方网站（日本）
- 天堂2M的Facebook專頁